# Шевченко Віктор Миколайович
Віктор Миколайович Шевченко   (13 жовтня 1952 р.,  м. Ніжин Чернігівська область  — 23 червня 2013, м. Чернігів) — український історик і краєзнавець Чернігівщини, фахівець аграрних проблем історії України, член Національної спілки краєзнавців України, доктор історичних наук, професор кафедри українознавства Чернігівського державного інституту економіки і управління.

## Біографія
Народився 13 жовтня 1952 року в місті Ніжин на Чернігівщині у родині вчителів. Великий вплив на вибір майбутньої професії Віктора Миколайовича мав його дід Василь Дмитрович Шевченко, кандидат історичних наук, доцент, який багато років очолював кафедру Ніжинського педагогічного інституту імені М. Гоголя та був автором численних, в тому числі краєзнавчих, публікацій. Тому після закінчення Ніжинської школи № 1 у 1971 році В. М. Шевченко  вступив до Ніжинського педагогічного інституту імені М. Гоголя  на історичний факультет. На третьому курсі перевівся до Чернігівського педагогічного інституту імені Т. Г. Шевченка, де брав активну участь у роботі історико-краєзнавчого гуртка. 
Трудову діяльність розпочав на посаді вчителя історії Лустівської 8-річної школи Ніжинського району, потім, з 1976 року, працював вихователем ПТУ № 13 м. Ніжина, з 1977 по 1979 роки служив у лавах радянської армії, з 1979 по 1981 роки продовжив педагогічну роботу асистентом кафедри історії та філософії Ніжинського педагогічного інституту, в 1982-1985 роках – асистентом та викладачем у Мелітопольському педагогічному інституті. 
У 1982 році успішно закінчив аспірантуру без відриву від виробництва при Інституті історії Академії наук УРСР та захистив кандидатську дисертацію на тему: «Становище селянства Лівобережної України та його революційна боротьба напередодні першої Російської революції (1900-1904)». 
З 1985 року працює на посадах старшого викладача кафедри історії СРСР та УРСР, а з 1990 року — доцента кафедри історії та археології Чернігівського педагогічного інституту імені Т. Г. Шевченка, де активно займався науковою діяльністю та друкував результати наукових досліджень у відомих наукових виданнях. З 1992 по 1999 роки обіймав посаду завідувача кафедри історії України названого вищого навчального закладу. 
З 1999 року  В. М. Шевченко працював в Чернігівському державному інституті економіки і управління: спочатку на кафедрі гуманітарних дисциплін, з 2003 року — на кафедрі українознавства на посаді доцента, а з 2010 року — на посаді професора. 
Педагогічну роботу успішно поєднував з науковою — у 2011 році Віктор Миколайович захистив докторську дисертацію на тему: «Земельний ринок України 60-х рр. ХІХ – на початку ХХ століття» у спеціалізованій Вченій раді при Інституті історії України НАН України та отримав науковий ступінь доктора історичних наук. 
З 1997 року В. М. Шевченко був незмінним членом редакційної ради Всеукраїнського наукового журналу «Сіверянський літопис», де постійно публікував результати своїх досліджень.
Помер 23 червня 2013 року у Чернігові.

## Наукові інтереси
Основними напрямами його наукових досліджень були: історія українського земельного ринку другої половини ХІХ — початку ХХ ст., історія скасування кріпосного права в Україні та Росії, проблеми аграрної та соціально-економічної історії України.    
Науковий доробок вченого налічує більше 150 праць, чільне місце в якому посідають історико-краєзнавчі студії, присвячені діяльності Чернігівського губернського земства та найвидатнішим його діячам: І. І. Петрункевичу, О. О. Русову, І. Л. Шрагу. З 1997 року в журналі «Сіверянський літопис» опублікував невідомі та маловідомі сторінки біографій видатних земляків: актриси М. Заньковецької, мандрівника і вченого Ю. Лисянського, В. Кукольника — першого директора Гімназії вищих наук у м. Ніжині та ін.
Він завжди був бажаним гостем наукових форумів, зокрема Всеукраїнського симпозіуму з проблем аграрної історії, а його змістовні публікації були окрасою «Українського історичного журналу», «Українського селянина» та інших поважних фахових видань.

## Основні праці
- Шевченко В. Н. Положение крестьянства Левобережной Украины и его революционная борьба накануне Первой российской революции (1900-1904) : автореф. дисс. на соискание научн. степени канд.ист. наук : спец. 07.00.01 / В. Н. Шевченко. — Киев, 1983. — 24 с.

- І. Л. Шраг: документи і матеріали  / упор.: В. М. Шевченко, Т. П. Демченко, В. І. Онищенко. — Чернігів: Деснянська правда, 1997. — 166 с.

- Шевченко В. М. Століття повстання селян у селі Володькова Дівиця на Чернігівщині 1904 року / В. М. Шевченко, О. В. Герасименко. — Чернігів, 2004. — 68 с.

- Реєнт О. П. Історія України у схемах і таблицях  : навч. посіб. для вузів і шкіл / О. П. Реєнт, В. М. Шевченко. — Київ : [б. в.], 2005. — 162 с.

- Шевченко В. М. Історія України (у схемах і таблицях) : додатковий матеріал для вивчення курсу для студентів всіх спеціальностей / В. М. Шевченко, А. І. Мельник ; [уклад. В. М. Шевченко]. — Чернігів : ЧДІЕУ, 2005. — 120 с.

- Шевченко В. М. Скасування кріпосного права у 1861 році: спроба нетрадиційного аналізу  / В. М. Шевченко. — Київ : Інститут історії України НАН України, 2008. — 96 с.

- І. Петрункевич. На Чернігівщині: уривки із спогадів громадського діяча  / [упоряд.: Шевченко В. М. та ін.]. — Чернігів : Деснянська правда, 2009. — 255 с.

- Науменко В. П. Александр Александрович Русов и его общественная и литературно-научная работа на Украине и для Украины  / В. П. Науменко ; [сост. В. М. Шевченко и др.]. — Нежин ; Чернигов : Аспект-Поліграф, 2010. — 79 с.

- Шевченко В.  Земельний ринок України (1861-1917 рр.) : монографія / Віктор Шевченко. — Ніжин : Аспект-Поліграф, 2010. — 341 с.

- Шевченко В. М. Земельний ринок України 60-х років XIX — початку XX ст. : автореф. дис. на здоб. наук. ступ. д-ра іст. наук : 07.00.01 — Історія України / В. М. Шевченко ; НАН України, Ін-т історії України. — Київ : [б. в.], 2011. — 37 с.

- Сапон В. М. Одіссея Юрія Лисянського / В. М. Сапон, В. М. Шевченко. — Ніжин : Ніжин-Принт ; Чернігів : Лозовий В. М., 2012. — 37 с.